# Jules Croiset
Julien Gustave (Jules) Croiset (Deventer, 9 oktober 1937) is een Nederlandse (stem)acteur.

## Levensloop
Croiset werd geboren als zoon van Jeanne Verstraete en Max Croiset. Hij is een broer van Hans Croiset en vader van Gabriëlla Croiset en de acteurs Vincent Croiset en Niels Croiset. Hij is een neef van zowel Coen Flink als van Guus Verstraete jr.. Jules Croiset debuteerde in 1955 als acteur. In 1956 speelde hij Peter in het toneelstuk Het dagboek van Anne Frank. Hij ontving in 1979 de Louis d'Or voor zijn rol als Platonov in het gelijknamige toneelstuk van Anton Tsjechov.
Croiset was ook actief als filmacteur. In 1974 speelde hij de hoofdrol in Help! de dokter verzuipt naar het gelijknamige boek van Toon Kortooms. Daarnaast speelde hij in diverse Nederlandse televisieseries, onder meer in Kunt u mij de weg naar Hamelen vertellen, mijnheer?, Vrienden voor het leven, Medisch Centrum West, Baantjer (afleveringen "De Cock en de moord op het VOC-schip", 1997 en "De Cock met hulp van buitenaf", 2001), Flikken Maastricht (afleveringen "Pillen", 2008 en "Moord aan de hemelpoort", 2022) en Flikken Rotterdam (aflevering "Artikel 1", 2016). Ook werkte hij mee aan musicals (A Little Night Music, Anatevka). In 2001 speelde Croiset de hoofdrol in het uit het Zweeds vertaalde stuk De Troubadour Van IJmuiden over het leven van Cornelis Vreeswijk. In 2011 vertolkte Croiset de hoofdrol in Letter, een korte film over laaggeletterdheid. Van september 2018 tot en met februari 2019 was Croiset te zien in de RTL 4-soap Goede tijden, slechte tijden waar hij de rol van Eduard Stern vertolkte.

### Zelfontvoering
In 1987 behoorde hij tot de personen die de opvoering van Het vuil, de stad en de dood van Rainer Werner Fassbinder (de afstudeervoorstelling van de jonge regisseur Johan Doesburg) in Rotterdam trachtten te verhinderen. Hij ging hierbij zover dat hij dreigbrieven schreef en zijn eigen ontvoering in scène zette. Al spoedig ontmaskerde de Belgische politie de daad. Over de gebeurtenissen schreef hij het boekje Met stomheid geslagen (1989). Harry Mulisch schreef over dezelfde affaire het boekenweekgeschenk Het theater, de brief en de waarheid (2000), dat Freek de Jonge, een van degenen aan wie Croiset dreigbrieven had gestuurd, inspireerde tot zijn voorstelling De conferencier, het boekenweekgeschenk en de leugen.

## Geselecteerde filmografie
- De zaak M.P. (1960)
- Drie zusters (1962) – Andrej Sergevich
- O, kijk mij nou (1963) – agent Boot
- Rembrandt vogelvrij (1969) – Rembrandt
- Help, de dokter verzuipt! (1974) – dokter Angelino
- Peppi & Kokki bij de marine (1976)
- De mantel der liefde (1978) – pastoor
- De Leeuw van Vlaanderen (1983) – Robert d'Artois
- De witte waan (film) (1984) – Vader
- Amsterdamned (1988) – burgemeester van Amsterdam
- Medisch Centrum West (1991-1993) – Derk van der Linden
- Meneer Rommel (1992)
- Vrienden voor het leven (1992-1993) – meneer Van de Berg
- Hoffman's honger (1993) – Wim Scheffers
- Flodder (1994) – commissaris
- De vlinder tilt de kat op (1994) – dokter Felix
- Het Zonnetje in Huis (1995) – meneer Aronson
- Baantjer (1997) – Jacques Tazelaar
- Nachtvlinder (1999)
- Floortje (2000) – De Verteller
- De middeleeuwen (2001)
- Baantjer (2001) – Joop van Klaveren
- Lieve Lust (2005-2006) – vader Andy
- Flikken Maastricht (2008) – meneer Bekker
- Letter (2011) – Benjamin sr.
- Doris (2013) – vader Doris
- Heer & Meester (2014-2016) – Pater Bentinck
- Moordvrouw (2015) – Ferdinand
- Michiel de Ruyter (2015) – Cornelis de Graef
- Flikken Rotterdam (2016) – meneer Bond
- Goede tijden, slechte tijden (2018-2019) – Eduard Stern
- Oogappels (2022) - man met lekkage in woning
- Flikken Maastricht (2022) – Karel Blokhuis
- Rocco & Sjuul (2023) - Walther

## Nasynchronisatie
Hij verleende regelmatig zijn stem aan animatiefilms. Zo sprak hij de stem in van Joe Dalton in Lucky Luke en Shere Khan voor de Disneyfilms Jungle Boek en Jungle Boek 2 en was hij de stem van Doc in Sneeuwwitje en de Zeven Dwergen en Prins Jan en Richard Leeuwenhart in Robin Hood. Voor Dreamworks sprak hij de stem in van Generaal Mandible voor de film Antz. Verder was hij te horen in de korte animatiefilm Donald in Rekenwonderland en als Doctor Snuggles in de gelijknamige kinderserie. Hij sprak Slinger en de Kok in in de Japanse animefilm De vrolijke piraten van Schateiland.
Ook verleende hij zijn stem aan Hugo van den Loonsche Duynen, het hoofdpersonage (de Bokkenrijder) van Villa Volta, een attractie in de Efteling. In 2011 leende Croiset zijn stem opnieuw aan Hugo van den Loonsche Duynen. Deze keer was het voor een nieuwe en uitgebreidere versie van zijn eerdere verhaal, tijdens de 3D-video mapping op de gevel van de attractie tijdens de Winter Efteling. Begin 2015 kroop hij nog eens in de huid van Hugo van den Loonsche Duynen voor de internetserie Stemmen van Toen.